# Fator de transcrição Sp7
O fator de transcrição Sp7, também conhecido como osterix, é uma proteína que, em humanos, é codificada pelo gene SP7.